# كارولين حداد
كارولين حداد هي متزلجة فنية كندية، ولدت في القرن العشرين.